# Тенирс, Давид (третий)
Давид Тенирс Третий (нидерл. David Teniers III; 10 июля 1638, Антверпен — 2 октября 1685, Брюссель) — фламандский художник «Золотого века Нидерландов»: живописец бытового, портретного и исторического жанров. Рисовальщик картонов для шпалер. Сын Давида Тенирса Младшего (второго) (1610—1690) и внук Давида Тенирса Старшего (1582—1649). В основном работал в Антверпене, Мадриде и Брюсселе.

## Биография

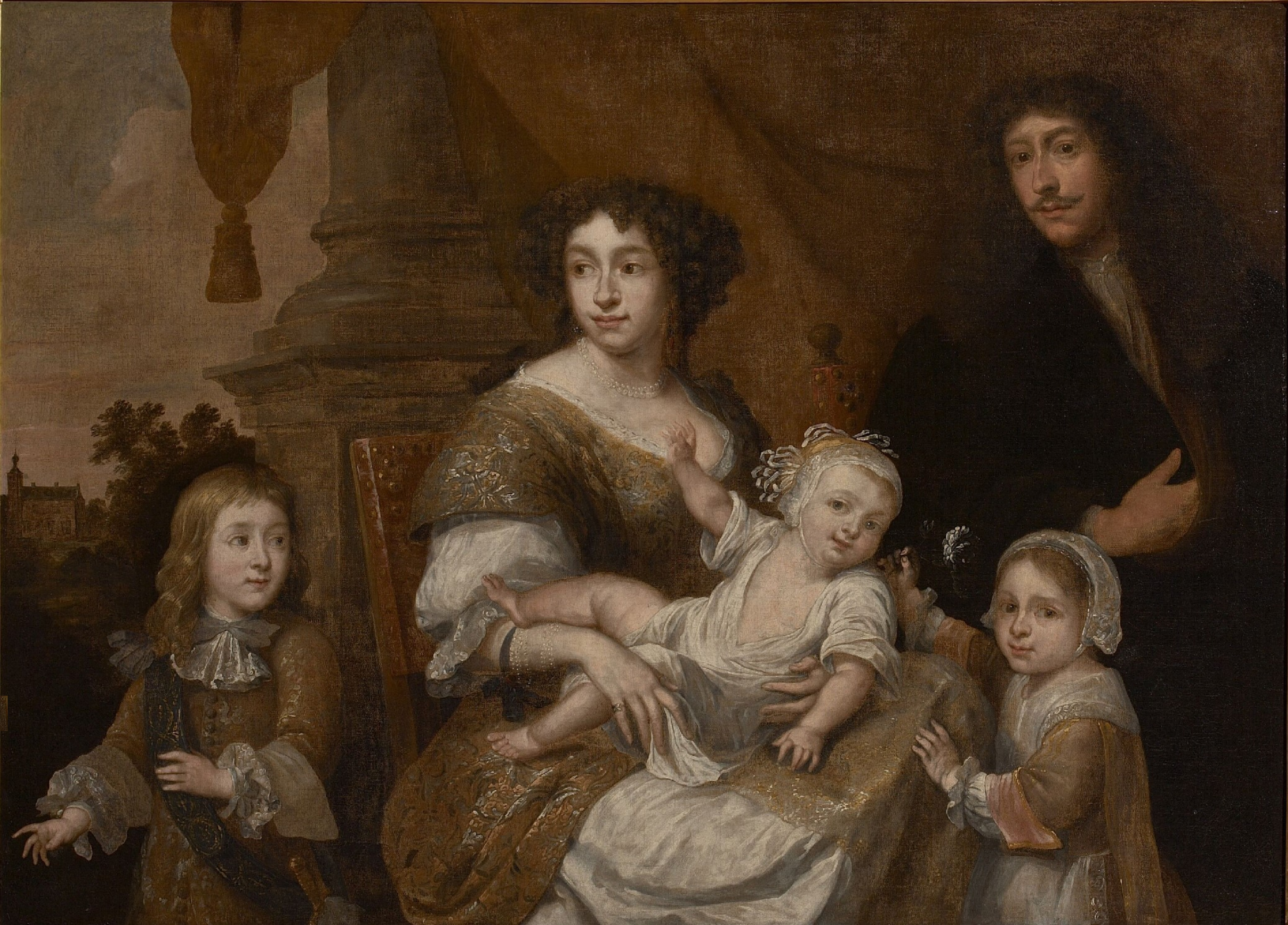
Ю. Тенирс. Семья Давида Тенирса Третьего. Между 1635 и 1679. Холст, масло. Музей Стеделейк, Лир, Бельгия

Давид Тенирс Третий родился в Антверпене, где его крестили 10 июля в церкви Св. Иакова. Он был потомком двух выдающихся семей художников из Антверпена: его отцом был художник Давид Тенирс Младший, а матерью — Анна Брейгель, дочь Яна Брейгеля Старшего и внучка Питера Брейгеля Старшего. Его отец имел тесные связи с Питером Паулем Рубенсом, о чём свидетельствует тот факт, что вторая жена Рубенса Елена Фурмент была крёстной матерью первого сына Давида Третьего.
Когда его отца около 1650 года вызвали ко двору в Брюсселе, чтобы он стал придворным художником эрцгерцога Леопольда Вильгельма Австрийского, семья Тенирсов переехала из Антверпена в Брюссель. Предназначенный для церковной карьеры, Тенирс Давид Третий, проявил такие способности к рисованию и живописи, что стал соавтором многих картин отца. Его мать умерла 11 мая 1656 года, а его отец женился повторно 21 октября того же года на Изабелле де Френ, 32-летней дочери Андриса де Френа, секретаря Совета Брабанта.
Отец отправил сына в Мадрид в 1661 году с рекомендательным письмом от Луиса де Бенавидеса Каррильо, маркиза Карасены, тогдашнего губернатора Южных Нидерландов. Он уехал 26 апреля 1661 года и работал в Испании как рисовальщик картонов для шпалер и как живописец-портретист. Он оставался при дворе Филиппа IV Испанского до 1663 года. Испанский король пожаловал ему почётное звание офицера артиллерии Его Величества.
По возвращении во Фландрию он женился 4 августа 1671 года на Ане Марии Боннеренс. Его жена была из богатой буржуазной семьи из Дендермонде (восточная Фландрия). У супругов было шестеро детей, старший из которых, Давид Тенирс IV (1672—1731), по-видимому, стал ещё одним художником в династии.
Давид Третий сотрудничал с отцом в различных проектах. Поселившись в Брюсселе в 1675 году, он вступил в местную Гильдию Святого Луки. У него были как фламандские, так и испанские ученики, в том числе Франс Йохин, Лодевик ван дер Винне, Каскарильо и Ян ван Дист.
Он умер в Брюсселе 2 октября 1685 года.
Давид Тенирс писал портреты, бытовые сцены и религиозные композиции. По живописной манере и технике он близок к элегантному стилю Антониса Ван Дейка или Гонсалеса Кокса, но тематически остается ближе к бытовым сюжетам картин, которые писали его отец и дед.
Давид Тенирс Третий также был востребован как рисовальщик шпалер. Его главный вклад — картоны, выполненные в семейной традиции для ковров, сотканных в мастерских Брюсселя и Лилля. В Музее Прадо хранится серия работ, приписываемых ему, а также несколько подписанных копий, реализованных в 1673 году по эскизам Рубенса для серии шпалер, предназначенных для монастыря Лас-Дескальсас-Реалес в Мадриде.

## Галерея

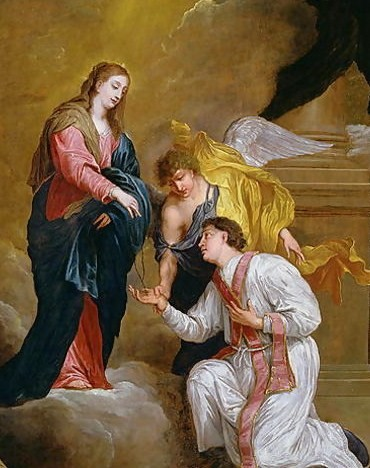
Святой Валентин получает розарий из рук Девы Марии. 1677. Холст, масло. Частное собрание
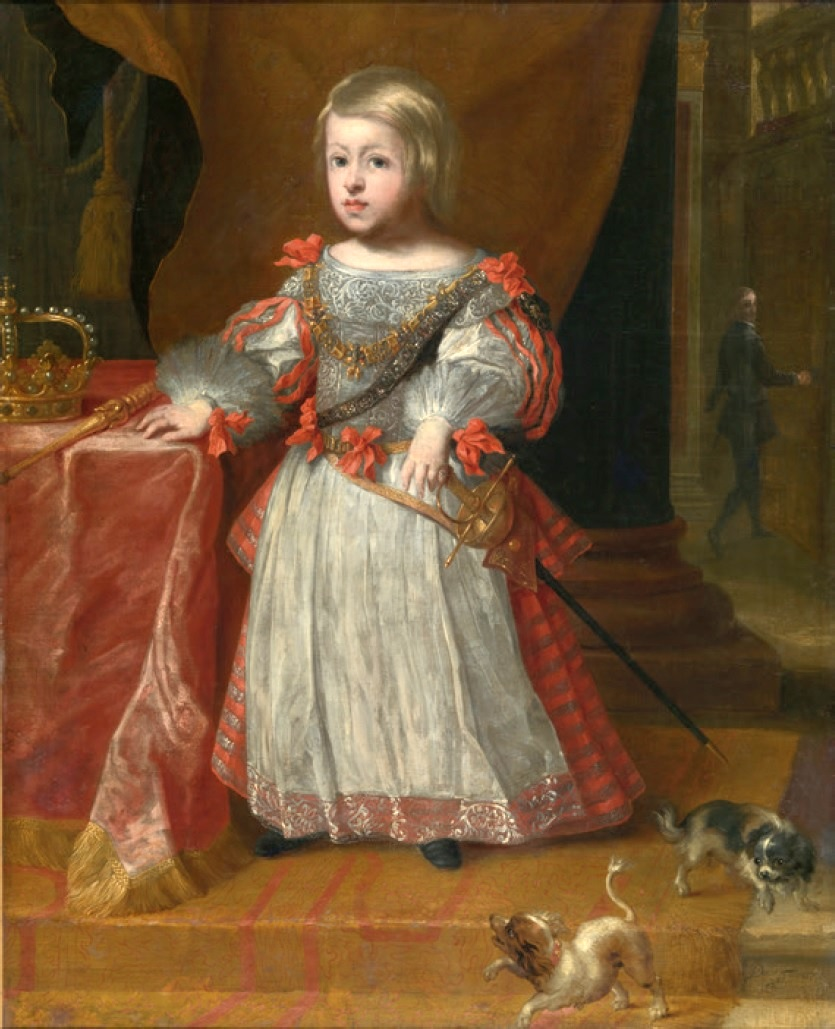
Портрет Карла II Испанского в детстве. 1666. Холст, масло. Королевский музей изящных искусств, Брюссель
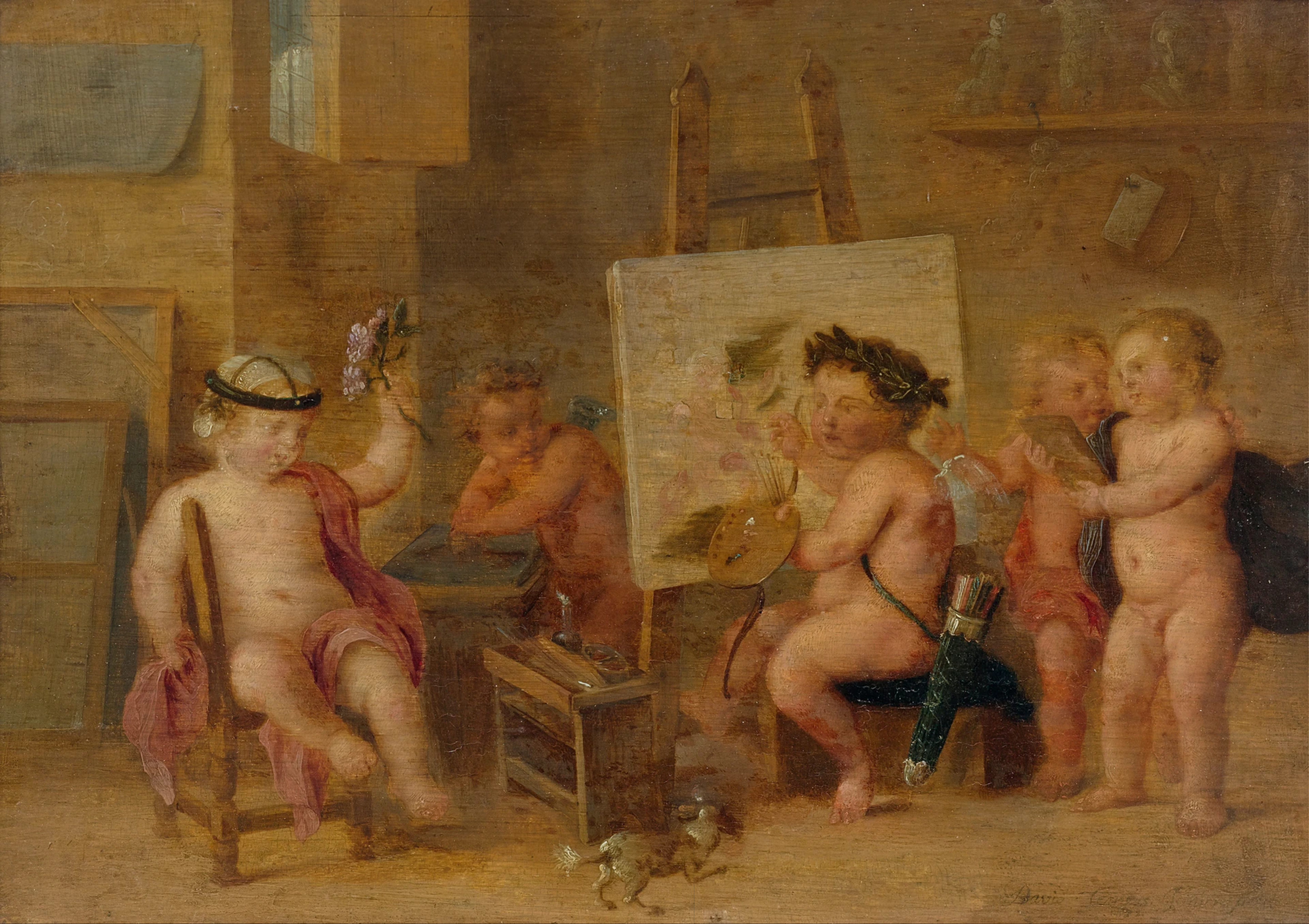
Живописная мастерская с путти. Между 1653 и 1685. Дерево, масло. Частное собрание
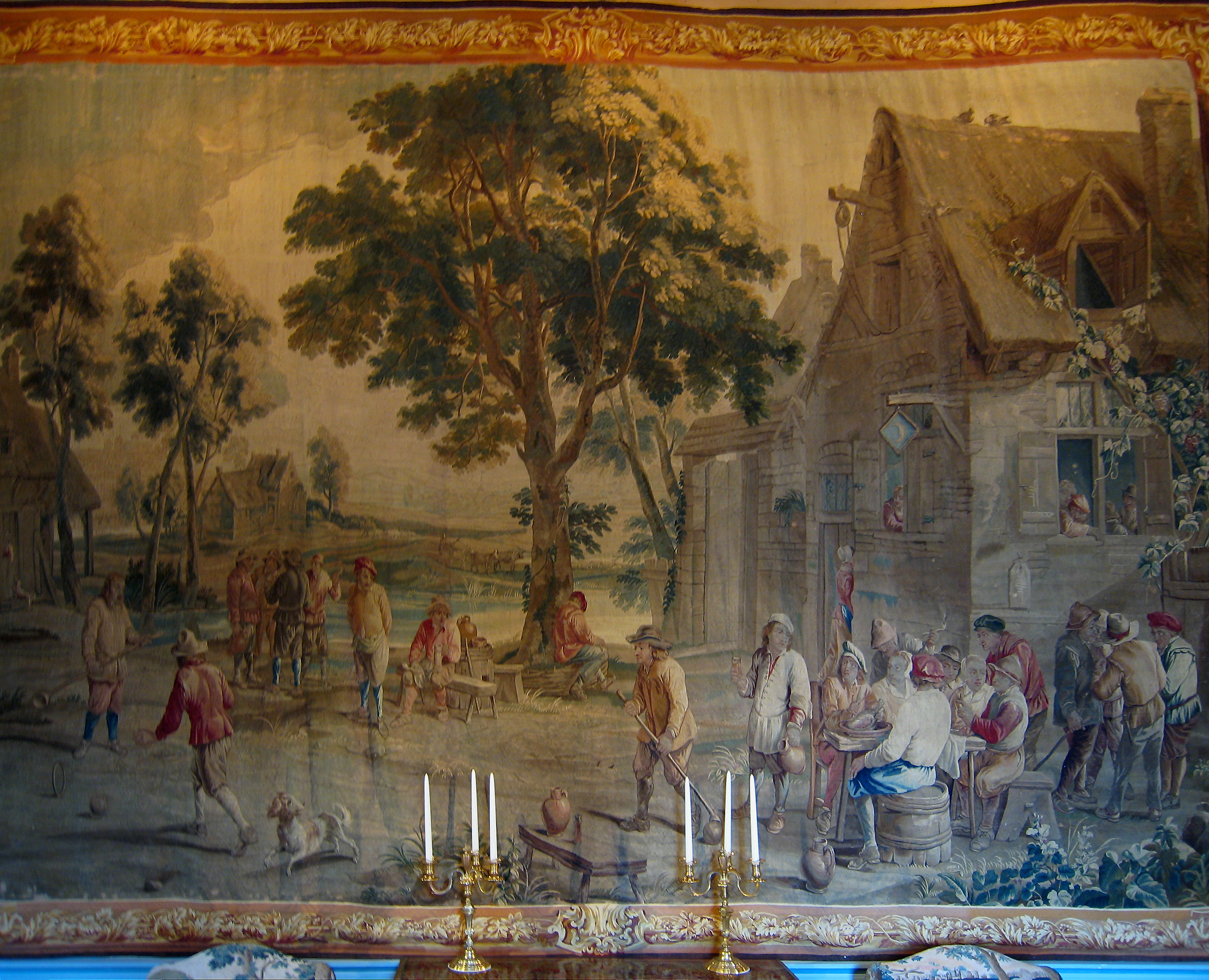
Игроки в шары. Шпалера по картону Д. Тенирса Третьего. Замок Шеверни, Франция